# Avant-garde populaire socialiste

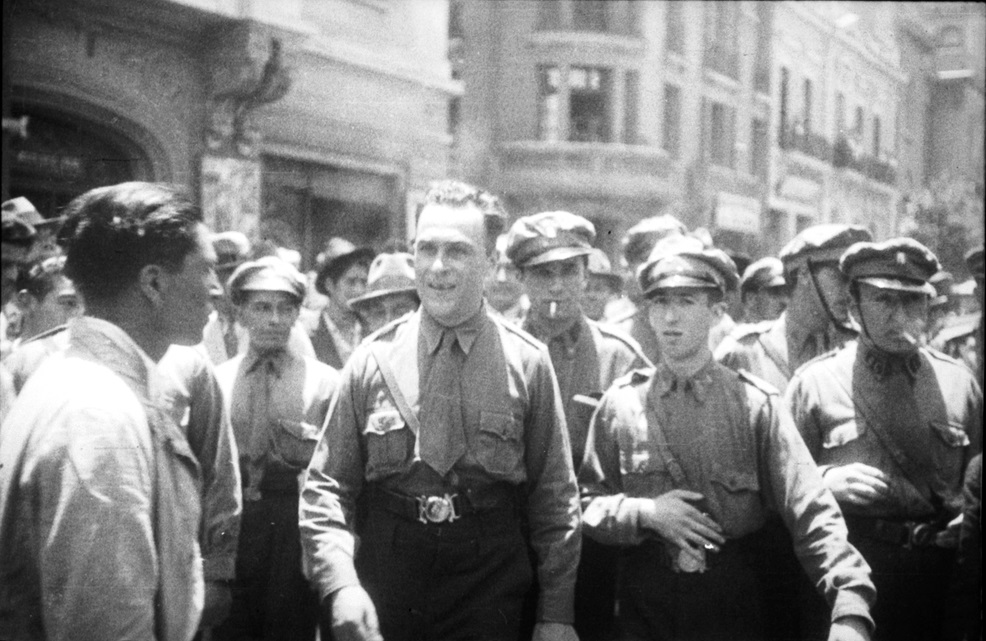
Jorge González von Marées et des membres du parti en 1940

L'Avant-garde populaire socialiste (en espagnol : Vanguardia Popular Socialista, VPS) est un parti politique nazi chilien fondé en 1939 et dissous en 1942. 
Il est l'héritier direct du Mouvement national-socialiste du Chili et est fondé après l'échec de la tentative de coup d'État fasciste de 1938. Le parti obtient 2,5 % des voix et 2 sièges lors des élections législatives de 1941. Lors de l'élection présidentielle chilienne de 1942, il soutient le candidat de la droite, le général Carlos Ibáñez del Campo.
Le VPS est dissous en 1942, la majorité de ses membres rejoignant l'Union nationaliste du Chili.
Parmi ses membres, on peut citer Miguel Serrano, ambassadeur du Chili en Inde.